# Dschungelbande
Dschungelbande ist ein Kinderspiel der Spieleautoren Manfred Reindl und Stefan Dorra. Das Spiel für zwei bis vier Spieler ab fünf Jahren dauert etwa 20 Minuten pro Runde. Es ist im Jahr 2016 bei Kosmos Spiele erschienen und wurde im gleichen Jahr auf die Empfehlungsliste des Kritikerpreises Kinderspiel des Jahres aufgenommen.

## Thema und Ausstattung
Bei dem Spiel legen vier Entdecker den Weg zwischen ihrem Lagerfeuer im Dschungel über einen Fluss zum Dschungelkrötenkönig zurück, während im Fluss die Dschungelbande bestehend aus einem Affen, einem Elefanten, einem Tiger, einem Tukan und einem Ameisenbären badet und den Fluss heruntertreibt.
Das Spielmaterial besteht neben einer Spieleanleitung aus:
- einem Spielplan auf der Spieleschachtel, bestehend aus dem Fluss mit vier parallel verlaufenden Flussteilen und der darüberliegenden Ebene mit dem Weg der Entdecker über den Fluss
- vier farbigen Spielfiguren
- einem Würfel mit Tiermotiven
- 5 Plättchen mit Tiermotiven (Freunde-Chips)
- 30 quadratischen Tierkärtchen

## Spielweise
Vor dem Spiel wird der aus zwei Teilen bestehende Spielplan aufgebaut, indem der Weg der Entdecker auf den Fluss gelegt wird. Jeder Spieler wählt eine Farbe und bekommt den entsprechenden Spielmarker und die Spielfiguren werden auf das Feld mit dem Lagerfeuer gestellt. Danach bekommt jeder Mitspieler einen Freunde-Chip mit einem Tiermotiv. Die 30 Tierkärtchen werden gemischt, acht Kärtchen werden gezogen und offen vor die Flussabschnitte gelegt. Danach werden je zwei Kärtchen in jeden Flussabschnitt geschoben, sodass jeweils eines unter der Brücke liegen bleibt und eines in den offenen Wasserstellen erscheint. Der Startspieler, nach Anleitung der jüngste Mitspieler, bekommt den Würfel und beginnt das Spiel.
Der Startspieler wirft den Würfel und wenn dieser ein Tiersymbol außer der Schlange zeigt, kann er zur nächsten Aktion übergehen und ein Tierkärtchen einschieben und den Zug werten. Zeigt der Würfel dagegen eine Schlange, muss die am weitesten vorn stehende Spielfigur bzw. die Spielfiguren um ein Feld zurückziehen. allerdings nur, wenn sie sich bereits mindestens auf dem siebten Feld nach dem Lagerfeuer, markiert durch eine aus dem Gebüsch kriechende Schlange, befindet. Danach darf der Spieler erneut würfeln und wenn er wieder eine Schlange würfelt, wird die führende erneut ein Feld zurückgesetzt, danach wird allerdings nicht nochmals gewürfelt. In allen anderen Fällen darf der Spieler ein Tierkärtchen in einen der Flussabschnitte schieben, um damit ein oder zwei Tierkärtchen unter den Brücken hervor in eine offene Wasserstelle zu schieben.
Nachdem dies geschehen ist, kommt es zur Wertung des Zuges. Dabei werden alle nun offen in den Wasserstellen liegenden Tierplättchen des gewürfelten Tieres gezählt und die Spielfigur des Mitspielers geht die entsprechende Anzahl Felder vorwärts. Steht ein Spieler zu Beginn seines Zuges zudem auf der Hängebrücke, dem Baumstamm oder dem Wasserfall neben einem Tierplättchen, das seinem Freunde-Chip entspricht, darf er ein weiteres Feld vorwärts ziehen.
Das Spiel endet, sobald eine Figur das letzte Feld des Weges mit dem dort abgebildeten Dschungelkrötenkönig erreicht und damit das Spiel gewinnt.

## Rezeption und Erweiterungen
Das Spiel Dschungelbande wurde von Manfred Reindl und Stefan Dorra entwickelt und ist im Jahr 2016 bei Kosmos Spiele erschienen. Es wurde im gleichen Jahr auf die Empfehlungsliste des Kritikerpreises Kinderspiel des Jahres aufgenommen. 2017 erschien das Spiel als Jungle Party auch auf Englisch.
Das Spiel verbindet laut der Jury zum Kinderspiel des Jahres „Elemente von Lauf- und Schiebespiel mit Merkaufgaben zu einem tierischen Vergnügen.“ Es ist konzipiert für Kinder ab 5 Jahre, wobei es nach Ansicht einzelner Rezensenten Kinder „locker auch schon mit drei oder vier Jahren spielen“ können.

## Belege
1. 1 2 3 4  Spieleanleitung Dschungelbande (Memento des Originals vom 12. September 2021 im Internet Archive)  Info: Der Archivlink wurde automatisch eingesetzt und noch nicht geprüft. Bitte prüfe Original- und Archivlink gemäß Anleitung und entferne dann diesen Hinweis. bei Kosmos Spiele
2. ↑  Dschungelbande (Memento vom 11. Januar 2018 im Internet Archive) bei Kosmos-Spiele; abgerufen am 12. September 2021
3. ↑  Jungle Party, Versionen bei BoardGameGeek. Abgerufen am 7. Februar 2017.
4. ↑  Dschungelbande auf der Website des Spiel des Jahres e.V.; abgerufen am 8. Februar 2017.
5. ↑  #38 Knopf spielt … Dschungelbande. 16. Mai 2016, abgerufen am 8. Februar 2017.